# 金田好生
金田 好生（かねだ よしお、1938年12月15日 - ）は、日本の経営者。

## 経歴
東京都出身。1970年に東京大学法学部を卒業し、同年4月に運輸省に入省。自動車局総務課長、大臣官房文書課長、近畿運輸局長、地域交通局次長を歴任し、1990年6月をもって退官。
国際観光振興会理事、日航財団副理事長を経て、1993年6月に日本貨物鉄道専務に就任し、1997年6月に社長に就任した。鹿島臨海鉄道社長も務めた。
2009年4月に瑞宝中綬章を受章した。